# Schelle Róbert
Schelle Róbert Lajos (Poprádfelka, 1851. április 11. – Budapest, 1925. július 31.) fémkohómérnök, vegyész, feltaláló, főiskolai tanár.

## Életpályája
Szülei Schelle János és Adriány Julianna voltak. Tanulmányait 1870–1874 között Selmecbányán kezdte meg, és a bécsi műegyetemen fejezte be. 1875–1878 között az akadémia általános és elemi vegytani tanszékének lett a tanársegédje (Schenek István). 1878-ban a körmöcbányai pénzverő ellenőre volt. 1881–1888 között a selmeci bányaigazgatóság vegyelemzője volt. 1887–1888 között a heidelbergi és aacheni egyetemek laboratóriumában dolgozott. 1888-tól az akadémia tanára volt. 1892-ig a fémkohászati és a vegyészeti tanszék vezetője volt. 1892–1918 között az általános és elemi vegytani tanszéket vezette. 1896–1916 között a kémiai intézet vezetője volt.
Vegyészeti laboratóriumát korszerű színvonalra emelte. Kutatási területe a feketeréz elektromos úton való finomítása és az ón elektrolízissel való meghatározása (A. Classen aacheni műegyetemi tanárral), valamint a tellur tiszta előállítása.
Sírja a Farkasréti temetőben található (10/1-1-33).

## Művei
- A zsarnócai kohó régi salakjainak vegyelemzése (Bányászati és Kohászati Lapok, 1884)
- Az aranyidai ércek vegyelemzése (Bányászati és Kohászati Lapok, 1884)
- Kísérletek termés arany-ezüstben dúsabb ércek amalgamálására elektromosság segélyével (Bányászati és Kohászati Lapok, 1885)
- Az antimon meghatározása szürke dárdanyércben vagy antimontartalmú ércek és marákban (Bányászati és Kohászati Lapok, 1887)
- A Calciumkarbidról és Siliciumkarbidról (Bányászati és Kohászati Lapok, 1897)
- A cseppfolyó levegő (Bányászati és Kohászati Lapok, 1900)
- Általános vegytan (1908)
- A selmeci m. kir. Bányászati és Erdészeti Főiskola Kémiai Intézete (Bencze Gergellyel, Bányászati és Kohászati Lapok, 1916)